# Kappa Lupi
Cet article court présente un sujet plus développé dans : Kappa1 Lupi et Kappa2 Lupi.
Ne doit pas être confondu avec k Lupi.
Kappa Lupi (en abrégé κ Lup) est une étoile double de la constellation australe du Loup, dont les deux composantes sont :
- κ1 Lupi (ou HD 134481), une étoile bleu-blanc de la séquence principale de quatrième magnitude ;
- κ2 Lupi (ou HD 134482), une étoile blanche de la séquence principale de sixième magnitude.

En 2020, les deux étoiles étaient situées à une distance angulaire de 26,3 secondes d'arc et à un angle de position de 143° l'une de l'autre. Elles pourraient être physiquement liées, formant une véritable étoile binaire,. Par ailleurs, elles sont toutes deux membres du courant des Hyades, qui est un groupe mouvant d'étoiles qui partagent un mouvement propre similaire avec l'amas des Hyades.